# Puig Romer
El Puig Romer és una muntanya de 472 metres que es troba al municipi d'Artesa de Segre, a la comarca catalana de la Noguera.